# ایچیبانیا
ایچیبانیا (انگلیسی: Ichibanya) شرکت صنایع غذایی ژاپنی است، که در سال ۱۹۸۲ تأسیس شد.